# Lista di asteroidi (159001-160000)
Di seguito una lista di asteroidi dal numero 159001 al 160000 con data di scoperta e scopritore.

## 159001-159100
| Nome              | Designazione provvisoria | Data di scoperta  | Scopritore       |
| ----------------- | ------------------------ | ----------------- | ---------------- |
| 159001 -          | 2004 SL41                | 17 settembre 2004 | Spacewatch       |
| 159002 -          | 2004 SJ42                | 18 settembre 2004 | LINEAR           |
| 159003 -          | 2004 SM50                | 22 settembre 2004 | LINEAR           |
| 159004 -          | 2004 SR52                | 21 settembre 2004 | LINEAR           |
| 159005 -          | 2004 SA54                | 22 settembre 2004 | LINEAR           |
| 159006 -          | 2004 SH54                | 22 settembre 2004 | LINEAR           |
| 159007 -          | 2004 TL1                 | 4 ottobre 2004    | Tucker, R. A.    |
| 159008 -          | 2004 TC5                 | 4 ottobre 2004    | Spacewatch       |
| 159009 -          | 2004 TT7                 | 5 ottobre 2004    | NEAT             |
| 159010 -          | 2004 TX7                 | 3 ottobre 2004    | Tucker, R. A.    |
| 159011 Radomyshl  | 2004 TX13                | 7 ottobre 2004    | Andrushivka      |
| 159012 -          | 2004 TT19                | 13 ottobre 2004   | Tucker, R. A.    |
| 159013 Kyleturner | 2004 TC21                | 15 ottobre 2004   | Wells, D.        |
| 159014 -          | 2004 TK24                | 4 ottobre 2004    | Spacewatch       |
| 159015 -          | 2004 TV27                | 4 ottobre 2004    | Spacewatch       |
| 159016 -          | 2004 TQ28                | 4 ottobre 2004    | Spacewatch       |
| 159017 -          | 2004 TY32                | 4 ottobre 2004    | Spacewatch       |
| 159018 -          | 2004 TZ35                | 4 ottobre 2004    | Spacewatch       |
| 159019 -          | 2004 TF37                | 4 ottobre 2004    | Spacewatch       |
| 159020 -          | 2004 TN37                | 4 ottobre 2004    | Spacewatch       |
| 159021 -          | 2004 TN40                | 4 ottobre 2004    | Spacewatch       |
| 159022 -          | 2004 TP42                | 4 ottobre 2004    | Spacewatch       |
| 159023 -          | 2004 TN46                | 4 ottobre 2004    | Spacewatch       |
| 159024 -          | 2004 TA47                | 4 ottobre 2004    | Spacewatch       |
| 159025 -          | 2004 TQ48                | 4 ottobre 2004    | Spacewatch       |
| 159026 -          | 2004 TA54                | 4 ottobre 2004    | Spacewatch       |
| 159027 -          | 2004 TH54                | 4 ottobre 2004    | Spacewatch       |
| 159028 -          | 2004 TP55                | 4 ottobre 2004    | Spacewatch       |
| 159029 -          | 2004 TR55                | 4 ottobre 2004    | Spacewatch       |
| 159030 -          | 2004 TS60                | 5 ottobre 2004    | LONEOS           |
| 159031 -          | 2004 TW66                | 5 ottobre 2004    | LONEOS           |
| 159032 -          | 2004 TK67                | 5 ottobre 2004    | LONEOS           |
| 159033 -          | 2004 TP68                | 5 ottobre 2004    | LONEOS           |
| 159034 -          | 2004 TW68                | 5 ottobre 2004    | LONEOS           |
| 159035 -          | 2004 TU74                | 6 ottobre 2004    | Spacewatch       |
| 159036 -          | 2004 TO76                | 7 ottobre 2004    | LINEAR           |
| 159037 -          | 2004 TH77                | 7 ottobre 2004    | LONEOS           |
| 159038 -          | 2004 TD85                | 5 ottobre 2004    | Spacewatch       |
| 159039 -          | 2004 TO93                | 5 ottobre 2004    | Spacewatch       |
| 159040 -          | 2004 TB94                | 5 ottobre 2004    | Spacewatch       |
| 159041 -          | 2004 TO96                | 5 ottobre 2004    | Spacewatch       |
| 159042 -          | 2004 TU97                | 5 ottobre 2004    | Spacewatch       |
| 159043 -          | 2004 TW97                | 5 ottobre 2004    | Spacewatch       |
| 159044 -          | 2004 TG112               | 7 ottobre 2004    | Spacewatch       |
| 159045 -          | 2004 TU115               | 13 ottobre 2004   | Goodricke-Pigott |
| 159046 -          | 2004 TZ117               | 5 ottobre 2004    | LONEOS           |
| 159047 -          | 2004 TT120               | 6 ottobre 2004    | NEAT             |
| 159048 -          | 2004 TY123               | 7 ottobre 2004    | LINEAR           |
| 159049 -          | 2004 TH126               | 7 ottobre 2004    | LINEAR           |
| 159050 -          | 2004 TO126               | 7 ottobre 2004    | LINEAR           |
| 159051 -          | 2004 TB127               | 7 ottobre 2004    | LINEAR           |
| 159052 -          | 2004 TR130               | 7 ottobre 2004    | LINEAR           |
| 159053 -          | 2004 TQ133               | 7 ottobre 2004    | LONEOS           |
| 159054 -          | 2004 TW139               | 9 ottobre 2004    | LONEOS           |
| 159055 -          | 2004 TU143               | 4 ottobre 2004    | Spacewatch       |
| 159056 -          | 2004 TG144               | 4 ottobre 2004    | Spacewatch       |
| 159057 -          | 2004 TL144               | 4 ottobre 2004    | Spacewatch       |
| 159058 -          | 2004 TW144               | 4 ottobre 2004    | Spacewatch       |
| 159059 -          | 2004 TC146               | 5 ottobre 2004    | Spacewatch       |
| 159060 -          | 2004 TQ148               | 6 ottobre 2004    | Spacewatch       |
| 159061 -          | 2004 TM151               | 6 ottobre 2004    | Spacewatch       |
| 159062 -          | 2004 TO152               | 6 ottobre 2004    | Spacewatch       |
| 159063 -          | 2004 TJ168               | 7 ottobre 2004    | LINEAR           |
| 159064 -          | 2004 TA171               | 7 ottobre 2004    | LINEAR           |
| 159065 -          | 2004 TF171               | 7 ottobre 2004    | LINEAR           |
| 159066 -          | 2004 TN177               | 6 ottobre 2004    | Spacewatch       |
| 159067 -          | 2004 TH191               | 7 ottobre 2004    | Spacewatch       |
| 159068 -          | 2004 TQ192               | 7 ottobre 2004    | Spacewatch       |
| 159069 -          | 2004 TD193               | 7 ottobre 2004    | Spacewatch       |
| 159070 -          | 2004 TC197               | 7 ottobre 2004    | Spacewatch       |
| 159071 -          | 2004 TU197               | 7 ottobre 2004    | Spacewatch       |
| 159072 -          | 2004 TM202               | 7 ottobre 2004    | Spacewatch       |
| 159073 -          | 2004 TP202               | 7 ottobre 2004    | Spacewatch       |
| 159074 -          | 2004 TX204               | 7 ottobre 2004    | Spacewatch       |
| 159075 -          | 2004 TO205               | 7 ottobre 2004    | Spacewatch       |
| 159076 -          | 2004 TT205               | 7 ottobre 2004    | Spacewatch       |
| 159077 -          | 2004 TU206               | 7 ottobre 2004    | Spacewatch       |
| 159078 -          | 2004 TM207               | 7 ottobre 2004    | Spacewatch       |
| 159079 -          | 2004 TC210               | 8 ottobre 2004    | Spacewatch       |
| 159080 -          | 2004 TG223               | 7 ottobre 2004    | LINEAR           |
| 159081 -          | 2004 TN224               | 8 ottobre 2004    | Spacewatch       |
| 159082 -          | 2004 TU237               | 9 ottobre 2004    | LINEAR           |
| 159083 -          | 2004 TY242               | 6 ottobre 2004    | LINEAR           |
| 159084 -          | 2004 TK250               | 7 ottobre 2004    | NEAT             |
| 159085 -          | 2004 TO256               | 9 ottobre 2004    | Spacewatch       |
| 159086 -          | 2004 TG275               | 9 ottobre 2004    | Spacewatch       |
| 159087 -          | 2004 TY275               | 9 ottobre 2004    | Spacewatch       |
| 159088 -          | 2004 TD282               | 12 ottobre 2004   | LONEOS           |
| 159089 -          | 2004 TO287               | 9 ottobre 2004    | LINEAR           |
| 159090 -          | 2004 TD288               | 9 ottobre 2004    | Spacewatch       |
| 159091 -          | 2004 TL294               | 10 ottobre 2004   | Spacewatch       |
| 159092 -          | 2004 TS294               | 10 ottobre 2004   | Spacewatch       |
| 159093 -          | 2004 TB296               | 10 ottobre 2004   | Spacewatch       |
| 159094 -          | 2004 TL303               | 9 ottobre 2004    | Spacewatch       |
| 159095 -          | 2004 TM317               | 11 ottobre 2004   | Spacewatch       |
| 159096 -          | 2004 TO321               | 11 ottobre 2004   | Spacewatch       |
| 159097 -          | 2004 TE324               | 11 ottobre 2004   | Spacewatch       |
| 159098 -          | 2004 TA333               | 9 ottobre 2004    | Spacewatch       |
| 159099 -          | 2004 TH334               | 9 ottobre 2004    | Spacewatch       |
| 159100 -          | 2004 TU349               | 9 ottobre 2004    | Spacewatch       |

## 159101-159200
| Nome                 | Designazione provvisoria | Data di scoperta  | Scopritore          |
| -------------------- | ------------------------ | ----------------- | ------------------- |
| 159101 -             | 2004 TP351               | 10 ottobre 2004   | Spacewatch          |
| 159102 Sarahflanigan | 2004 TU354               | 11 ottobre 2004   | Buie, M. W.         |
| 159103 -             | 2004 TR366               | 9 ottobre 2004    | LINEAR              |
| 159104 -             | 2004 UD6                 | 20 ottobre 2004   | LINEAR              |
| 159105 -             | 2004 UA11                | 23 ottobre 2004   | Spacewatch          |
| 159106 -             | 2004 VB3                 | 3 novembre 2004   | Spacewatch          |
| 159107 -             | 2004 VS3                 | 3 novembre 2004   | Spacewatch          |
| 159108 -             | 2004 VA9                 | 3 novembre 2004   | LONEOS              |
| 159109 -             | 2004 VV11                | 3 novembre 2004   | CSS                 |
| 159110 -             | 2004 VF15                | 5 novembre 2004   | NEAT                |
| 159111 -             | 2004 VG15                | 5 novembre 2004   | LONEOS              |
| 159112 -             | 2004 VQ16                | 3 novembre 2004   | NEAT                |
| 159113 -             | 2004 VT18                | 4 novembre 2004   | Spacewatch          |
| 159114 -             | 2004 VY18                | 4 novembre 2004   | Spacewatch          |
| 159115 -             | 2004 VJ19                | 4 novembre 2004   | Spacewatch          |
| 159116 -             | 2004 VV22                | 4 novembre 2004   | CSS                 |
| 159117 -             | 2004 VX23                | 5 novembre 2004   | CINEOS              |
| 159118 -             | 2004 VA25                | 4 novembre 2004   | LONEOS              |
| 159119 -             | 2004 VE31                | 3 novembre 2004   | Spacewatch          |
| 159120 -             | 2004 VM31                | 3 novembre 2004   | Spacewatch          |
| 159121 -             | 2004 VA36                | 4 novembre 2004   | Spacewatch          |
| 159122 -             | 2004 VE51                | 4 novembre 2004   | Spacewatch          |
| 159123 -             | 2004 VL53                | 7 novembre 2004   | LINEAR              |
| 159124 -             | 2004 VP62                | 6 novembre 2004   | LINEAR              |
| 159125 -             | 2004 VQ62                | 6 novembre 2004   | LINEAR              |
| 159126 -             | 2004 VT64                | 10 novembre 2004  | Spacewatch          |
| 159127 -             | 2004 VW73                | 11 novembre 2004  | LONEOS              |
| 159128 -             | 2004 VS76                | 12 novembre 2004  | CSS                 |
| 159129 -             | 2004 VV91                | 3 novembre 2004   | NEAT                |
| 159130 -             | 2004 VO109               | 9 novembre 2004   | Veillet, C.         |
| 159131 -             | 2004 WF2                 | 17 novembre 2004  | CINEOS              |
| 159132 -             | 2004 WU3                 | 17 novembre 2004  | CINEOS              |
| 159133 -             | 2004 WG5                 | 18 novembre 2004  | LINEAR              |
| 159134 -             | 2004 XR2                 | 2 dicembre 2004   | LINEAR              |
| 159135 -             | 2004 XL7                 | 2 dicembre 2004   | NEAT                |
| 159136 -             | 2004 XY8                 | 2 dicembre 2004   | CSS                 |
| 159137 -             | 2004 XK9                 | 2 dicembre 2004   | CSS                 |
| 159138 -             | 2004 XT10                | 3 dicembre 2004   | Spacewatch          |
| 159139 -             | 2004 XO15                | 9 dicembre 2004   | LINEAR              |
| 159140 -             | 2004 XJ21                | 8 dicembre 2004   | LINEAR              |
| 159141 -             | 2004 XM30                | 10 dicembre 2004  | CINEOS              |
| 159142 -             | 2004 XQ33                | 11 dicembre 2004  | CINEOS              |
| 159143 -             | 2004 XY39                | 10 dicembre 2004  | LINEAR              |
| 159144 -             | 2004 XQ40                | 11 dicembre 2004  | Spacewatch          |
| 159145 -             | 2004 XZ60                | 14 dicembre 2004  | CINEOS              |
| 159146 -             | 2004 XQ68                | 7 dicembre 2004   | LINEAR              |
| 159147 -             | 2004 XH73                | 10 dicembre 2004  | LINEAR              |
| 159148 -             | 2004 XZ76                | 10 dicembre 2004  | LINEAR              |
| 159149 -             | 2004 XH104               | 10 dicembre 2004  | LINEAR              |
| 159150 -             | 2004 XG105               | 11 dicembre 2004  | LINEAR              |
| 159151 -             | 2004 XD109               | 12 dicembre 2004  | LINEAR              |
| 159152 -             | 2004 XP130               | 10 dicembre 2004  | Molnar, L. A.       |
| 159153 -             | 2004 XP133               | 15 dicembre 2004  | LINEAR              |
| 159154 -             | 2004 XK137               | 15 dicembre 2004  | LINEAR              |
| 159155 -             | 2004 XP137               | 4 dicembre 2004   | LONEOS              |
| 159156 -             | 2004 XK166               | 2 dicembre 2004   | CSS                 |
| 159157 -             | 2004 XM166               | 2 dicembre 2004   | CSS                 |
| 159158 -             | 2004 XN177               | 11 dicembre 2004  | CINEOS              |
| 159159 -             | 2004 XS178               | 13 dicembre 2004  | LINEAR              |
| 159160 -             | 2004 XU178               | 13 dicembre 2004  | LINEAR              |
| 159161 -             | 2004 YW6                 | 18 dicembre 2004  | Mount Lemmon Survey |
| 159162 -             | 2005 AY64                | 13 gennaio 2005   | Spacewatch          |
| 159163 -             | 2005 ES129               | 9 marzo 2005      | Mount Lemmon Survey |
| 159164 La Cañada     | 2005 JC22                | 3 maggio 2005     | Lacruz, J.          |
| 159165 -             | 2005 QE92                | 26 agosto 2005    | LONEOS              |
| 159166 -             | 2005 RP24                | 11 settembre 2005 | LONEOS              |
| 159167 -             | 2005 RP25                | 10 settembre 2005 | McClusky, J. V.     |
| 159168 -             | 2005 SQ5                 | 23 settembre 2005 | CSS                 |
| 159169 -             | 2005 SP49                | 24 settembre 2005 | Spacewatch          |
| 159170 -             | 2005 SR63                | 26 settembre 2005 | Spacewatch          |
| 159171 -             | 2005 SE73                | 23 settembre 2005 | Spacewatch          |
| 159172 -             | 2005 SQ105               | 25 settembre 2005 | NEAT                |
| 159173 -             | 2005 SB132               | 29 settembre 2005 | Spacewatch          |
| 159174 -             | 2005 SL179               | 29 settembre 2005 | LONEOS              |
| 159175 -             | 2005 SU207               | 30 settembre 2005 | LINEAR              |
| 159176 -             | 2005 SY213               | 30 settembre 2005 | CSS                 |
| 159177 -             | 2005 SF225               | 29 settembre 2005 | NEAT                |
| 159178 -             | 2005 TK28                | 1 ottobre 2005    | Mount Lemmon Survey |
| 159179 -             | 2005 TN47                | 5 ottobre 2005    | Tucker, R. A.       |
| 159180 -             | 2005 TJ152               | 11 ottobre 2005   | Spacewatch          |
| 159181 Berdychiv     | 2005 US12                | 29 ottobre 2005   | Andrushivka         |
| 159182 -             | 2005 UB27                | 23 ottobre 2005   | CSS                 |
| 159183 -             | 2005 UG51                | 23 ottobre 2005   | CSS                 |
| 159184 -             | 2005 US59                | 25 ottobre 2005   | Spacewatch          |
| 159185 -             | 2005 UZ59                | 25 ottobre 2005   | LONEOS              |
| 159186 -             | 2005 US80                | 25 ottobre 2005   | CSS                 |
| 159187 -             | 2005 UY107               | 22 ottobre 2005   | Spacewatch          |
| 159188 -             | 2005 UO120               | 24 ottobre 2005   | Spacewatch          |
| 159189 -             | 2005 UO131               | 24 ottobre 2005   | NEAT                |
| 159190 -             | 2005 UR142               | 25 ottobre 2005   | Mount Lemmon Survey |
| 159191 -             | 2005 UW149               | 26 ottobre 2005   | Spacewatch          |
| 159192 -             | 2005 UT156               | 22 ottobre 2005   | Spacewatch          |
| 159193 -             | 2005 US164               | 24 ottobre 2005   | Spacewatch          |
| 159194 -             | 2005 UR212               | 27 ottobre 2005   | Spacewatch          |
| 159195 -             | 2005 UY215               | 25 ottobre 2005   | Spacewatch          |
| 159196 -             | 2005 UA217               | 26 ottobre 2005   | Spacewatch          |
| 159197 -             | 2005 UD218               | 24 ottobre 2005   | Spacewatch          |
| 159198 -             | 2005 UB238               | 25 ottobre 2005   | Spacewatch          |
| 159199 -             | 2005 UA248               | 28 ottobre 2005   | Mount Lemmon Survey |
| 159200 -             | 2005 UA261               | 25 ottobre 2005   | Mount Lemmon Survey |

## 159201-159300
| Nome        | Designazione provvisoria | Data di scoperta | Scopritore          |
| ----------- | ------------------------ | ---------------- | ------------------- |
| 159201 -    | 2005 UH281               | 25 ottobre 2005  | Mount Lemmon Survey |
| 159202 -    | 2005 UB318               | 27 ottobre 2005  | Spacewatch          |
| 159203 -    | 2005 UY336               | 30 ottobre 2005  | NEAT                |
| 159204 -    | 2005 UN345               | 29 ottobre 2005  | Mount Lemmon Survey |
| 159205 -    | 2005 UY445               | 31 ottobre 2005  | Mount Lemmon Survey |
| 159206 -    | 2005 UQ453               | 29 ottobre 2005  | Mount Lemmon Survey |
| 159207 -    | 2005 VO31                | 4 novembre 2005  | Spacewatch          |
| 159208 -    | 2005 VT56                | 4 novembre 2005  | Spacewatch          |
| 159209 -    | 2005 VW70                | 1 novembre 2005  | Mount Lemmon Survey |
| 159210 -    | 2005 WO9                 | 21 novembre 2005 | Spacewatch          |
| 159211 -    | 2005 WP23                | 21 novembre 2005 | Spacewatch          |
| 159212 -    | 2005 WF25                | 21 novembre 2005 | Spacewatch          |
| 159213 -    | 2005 WH36                | 22 novembre 2005 | Spacewatch          |
| 159214 -    | 2005 WT39                | 25 novembre 2005 | Mount Lemmon Survey |
| 159215 Apan | 2005 WS59                | 30 novembre 2005 | Foglia, S.          |
| 159216 -    | 2005 WD72                | 22 novembre 2005 | CSS                 |
| 159217 -    | 2005 WQ73                | 25 novembre 2005 | Spacewatch          |
| 159218 -    | 2005 WU76                | 25 novembre 2005 | Spacewatch          |
| 159219 -    | 2005 WF86                | 28 novembre 2005 | Mount Lemmon Survey |
| 159220 -    | 2005 WF87                | 28 novembre 2005 | Mount Lemmon Survey |
| 159221 -    | 2005 WX98                | 28 novembre 2005 | Mount Lemmon Survey |
| 159222 -    | 2005 WS100               | 29 novembre 2005 | LINEAR              |
| 159223 -    | 2005 WO114               | 28 novembre 2005 | LINEAR              |
| 159224 -    | 2005 WU187               | 29 novembre 2005 | CSS                 |
| 159225 -    | 2005 WM195               | 25 novembre 2005 | CSS                 |
| 159226 -    | 2005 WF203               | 30 novembre 2005 | Spacewatch          |
| 159227 -    | 2005 XU3                 | 1 dicembre 2005  | Mount Lemmon Survey |
| 159228 -    | 2005 XD5                 | 1 dicembre 2005  | Endate, K.          |
| 159229 -    | 2005 XQ24                | 2 dicembre 2005  | LINEAR              |
| 159230 -    | 2005 XW59                | 3 dicembre 2005  | Spacewatch          |
| 159231 -    | 2005 XF60                | 3 dicembre 2005  | Spacewatch          |
| 159232 -    | 2005 XU72                | 6 dicembre 2005  | Spacewatch          |
| 159233 -    | 2005 XY80                | 7 dicembre 2005  | Spacewatch          |
| 159234 -    | 2005 XK91                | 10 dicembre 2005 | Spacewatch          |
| 159235 -    | 2005 YN4                 | 23 dicembre 2005 | Needville           |
| 159236 -    | 2005 YE15                | 22 dicembre 2005 | Spacewatch          |
| 159237 -    | 2005 YR16                | 22 dicembre 2005 | Spacewatch          |
| 159238 -    | 2005 YN30                | 21 dicembre 2005 | CSS                 |
| 159239 -    | 2005 YP32                | 22 dicembre 2005 | Spacewatch          |
| 159240 -    | 2005 YW33                | 24 dicembre 2005 | Spacewatch          |
| 159241 -    | 2005 YW37                | 21 dicembre 2005 | CSS                 |
| 159242 -    | 2005 YA38                | 21 dicembre 2005 | CSS                 |
| 159243 -    | 2005 YO43                | 24 dicembre 2005 | NEAT                |
| 159244 -    | 2005 YX45                | 25 dicembre 2005 | Spacewatch          |
| 159245 -    | 2005 YL49                | 22 dicembre 2005 | Spacewatch          |
| 159246 -    | 2005 YT52                | 25 dicembre 2005 | Mount Lemmon Survey |
| 159247 -    | 2005 YB69                | 26 dicembre 2005 | Spacewatch          |
| 159248 -    | 2005 YK90                | 26 dicembre 2005 | Mount Lemmon Survey |
| 159249 -    | 2005 YC91                | 26 dicembre 2005 | Mount Lemmon Survey |
| 159250 -    | 2005 YT108               | 25 dicembre 2005 | Spacewatch          |
| 159251 -    | 2005 YK110               | 25 dicembre 2005 | Spacewatch          |
| 159252 -    | 2005 YM116               | 25 dicembre 2005 | Spacewatch          |
| 159253 -    | 2005 YT118               | 26 dicembre 2005 | Mount Lemmon Survey |
| 159254 -    | 2005 YE124               | 26 dicembre 2005 | Spacewatch          |
| 159255 -    | 2005 YS134               | 26 dicembre 2005 | Spacewatch          |
| 159256 -    | 2005 YA143               | 28 dicembre 2005 | Mount Lemmon Survey |
| 159257 -    | 2005 YE144               | 28 dicembre 2005 | Mount Lemmon Survey |
| 159258 -    | 2005 YC145               | 28 dicembre 2005 | Mount Lemmon Survey |
| 159259 -    | 2005 YY165               | 26 dicembre 2005 | Spacewatch          |
| 159260 -    | 2005 YK174               | 29 dicembre 2005 | LINEAR              |
| 159261 -    | 2005 YC175               | 30 dicembre 2005 | LINEAR              |
| 159262 -    | 2005 YH177               | 22 dicembre 2005 | Spacewatch          |
| 159263 -    | 2005 YB184               | 27 dicembre 2005 | Spacewatch          |
| 159264 -    | 2005 YY185               | 30 dicembre 2005 | Spacewatch          |
| 159265 -    | 2005 YA190               | 30 dicembre 2005 | Spacewatch          |
| 159266 -    | 2005 YS192               | 30 dicembre 2005 | Spacewatch          |
| 159267 -    | 2005 YG198               | 25 dicembre 2005 | Mount Lemmon Survey |
| 159268 -    | 2005 YA201               | 22 dicembre 2005 | Spacewatch          |
| 159269 -    | 2005 YP203               | 25 dicembre 2005 | Mount Lemmon Survey |
| 159270 -    | 2005 YC209               | 22 dicembre 2005 | CSS                 |
| 159271 -    | 2005 YB213               | 29 dicembre 2005 | CSS                 |
| 159272 -    | 2005 YU215               | 29 dicembre 2005 | CSS                 |
| 159273 -    | 2005 YH240               | 29 dicembre 2005 | Mount Lemmon Survey |
| 159274 -    | 2005 YV247               | 30 dicembre 2005 | Spacewatch          |
| 159275 -    | 2006 AD4                 | 7 gennaio 2006   | Lowe, A.            |
| 159276 -    | 2006 AE5                 | 2 gennaio 2006   | CSS                 |
| 159277 -    | 2006 AL5                 | 2 gennaio 2006   | CSS                 |
| 159278 -    | 2006 AL7                 | 5 gennaio 2006   | CSS                 |
| 159279 -    | 2006 AB13                | 5 gennaio 2006   | LONEOS              |
| 159280 -    | 2006 AG18                | 5 gennaio 2006   | LONEOS              |
| 159281 -    | 2006 AK19                | 2 gennaio 2006   | CSS                 |
| 159282 -    | 2006 AC27                | 5 gennaio 2006   | LINEAR              |
| 159283 -    | 2006 AP27                | 5 gennaio 2006   | Spacewatch          |
| 159284 -    | 2006 AT32                | 5 gennaio 2006   | CSS                 |
| 159285 -    | 2006 AG35                | 4 gennaio 2006   | Spacewatch          |
| 159286 -    | 2006 AH36                | 4 gennaio 2006   | Spacewatch          |
| 159287 -    | 2006 AN40                | 7 gennaio 2006   | Mount Lemmon Survey |
| 159288 -    | 2006 AL71                | 6 gennaio 2006   | Spacewatch          |
| 159289 -    | 2006 AY71                | 6 gennaio 2006   | Spacewatch          |
| 159290 -    | 2006 AU77                | 7 gennaio 2006   | Spacewatch          |
| 159291 -    | 2006 BX                  | 20 gennaio 2006  | LINEAR              |
| 159292 -    | 2006 BE7                 | 20 gennaio 2006  | Spacewatch          |
| 159293 -    | 2006 BV21                | 22 gennaio 2006  | Mount Lemmon Survey |
| 159294 -    | 2006 BQ30                | 20 gennaio 2006  | Spacewatch          |
| 159295 -    | 2006 BP43                | 23 gennaio 2006  | CSS                 |
| 159296 -    | 2006 BM44                | 23 gennaio 2006  | Healy, D.           |
| 159297 -    | 2006 BT45                | 23 gennaio 2006  | Mount Lemmon Survey |
| 159298 -    | 2006 BV46                | 23 gennaio 2006  | Mount Lemmon Survey |
| 159299 -    | 2006 BJ50                | 25 gennaio 2006  | Spacewatch          |
| 159300 -    | 2006 BZ57                | 23 gennaio 2006  | Mount Lemmon Survey |

## 159301-159400
| Nome              | Designazione provvisoria | Data di scoperta  | Scopritore                                                |
| ----------------- | ------------------------ | ----------------- | --------------------------------------------------------- |
| 159301 -          | 2006 BD62                | 22 gennaio 2006   | CSS                                                       |
| 159302 -          | 2006 BF65                | 22 gennaio 2006   | Mount Lemmon Survey                                       |
| 159303 -          | 2006 BY66                | 23 gennaio 2006   | Spacewatch                                                |
| 159304 -          | 2006 BK77                | 23 gennaio 2006   | Mount Lemmon Survey                                       |
| 159305 -          | 2006 BG79                | 23 gennaio 2006   | Spacewatch                                                |
| 159306 -          | 2006 BA81                | 23 gennaio 2006   | Spacewatch                                                |
| 159307 -          | 2006 BY89                | 25 gennaio 2006   | Spacewatch                                                |
| 159308 -          | 2006 BV98                | 25 gennaio 2006   | CSS                                                       |
| 159309 -          | 2006 BO100               | 28 gennaio 2006   | Yeung, W. K. Y.                                           |
| 159310 -          | 2006 BG101               | 23 gennaio 2006   | Mount Lemmon Survey                                       |
| 159311 -          | 2006 BV101               | 23 gennaio 2006   | Mount Lemmon Survey                                       |
| 159312 -          | 2006 BE149               | 23 gennaio 2006   | CSS                                                       |
| 159313 -          | 2006 BF150               | 24 gennaio 2006   | LONEOS                                                    |
| 159314 -          | 2006 BQ152               | 25 gennaio 2006   | Spacewatch                                                |
| 159315 -          | 2006 BU166               | 26 gennaio 2006   | Mount Lemmon Survey                                       |
| 159316 -          | 2006 BY185               | 28 gennaio 2006   | Mount Lemmon Survey                                       |
| 159317 -          | 2006 BK195               | 30 gennaio 2006   | Spacewatch                                                |
| 159318 -          | 2006 BG207               | 31 gennaio 2006   | Mount Lemmon Survey                                       |
| 159319 -          | 2006 BT220               | 30 gennaio 2006   | Spacewatch                                                |
| 159320 -          | 2006 BH222               | 30 gennaio 2006   | Spacewatch                                                |
| 159321 -          | 2006 BZ267               | 26 gennaio 2006   | CSS                                                       |
| 159322 -          | 2006 BY270               | 26 gennaio 2006   | NEAT                                                      |
| 159323 -          | 2006 BH274               | 23 gennaio 2006   | Mount Lemmon Survey                                       |
| 159324 -          | 2006 CW11                | 1 febbraio 2006   | Spacewatch                                                |
| 159325 -          | 2006 CN14                | 1 febbraio 2006   | Spacewatch                                                |
| 159326 -          | 2006 CL15                | 1 febbraio 2006   | Spacewatch                                                |
| 159327 -          | 2006 CW26                | 2 febbraio 2006   | Spacewatch                                                |
| 159328 -          | 2006 CF27                | 2 febbraio 2006   | Spacewatch                                                |
| 159329 -          | 2006 CA50                | 3 febbraio 2006   | Mount Lemmon Survey                                       |
| 159330 -          | 2006 CZ50                | 4 febbraio 2006   | Spacewatch                                                |
| 159331 -          | 2006 DU5                 | 20 febbraio 2006  | CSS                                                       |
| 159332 -          | 2006 DM10                | 20 febbraio 2006  | Spacewatch                                                |
| 159333 -          | 2006 DL26                | 20 febbraio 2006  | Mount Lemmon Survey                                       |
| 159334 -          | 2006 DT41                | 23 febbraio 2006  | Mount Lemmon Survey                                       |
| 159335 -          | 2006 DE67                | 22 febbraio 2006  | LONEOS                                                    |
| 159336 -          | 2006 DD79                | 24 febbraio 2006  | Spacewatch                                                |
| 159337 -          | 2006 DQ163               | 27 febbraio 2006  | Mount Lemmon Survey                                       |
| 159338 -          | 2006 DG198               | 26 febbraio 2006  | LONEOS                                                    |
| 159339 -          | 2006 EE14                | 2 marzo 2006      | Spacewatch                                                |
| 159340 -          | 2006 EF14                | 2 marzo 2006      | Spacewatch                                                |
| 159341 -          | 2006 FX1                 | 23 marzo 2006     | Mount Lemmon Survey                                       |
| 159342 -          | 2006 JR                  | 2 maggio 2006     | Siding Spring Survey                                      |
| 159343 -          | 2006 QP112               | 23 agosto 2006    | NEAT                                                      |
| 159344 -          | 2006 QS142               | 29 agosto 2006    | CSS                                                       |
| 159345 -          | 2006 SV12                | 16 settembre 2006 | NEAT                                                      |
| 159346 -          | 2006 SM212               | 26 settembre 2006 | Spacewatch                                                |
| 159347 -          | 2006 XS15                | 10 dicembre 2006  | Spacewatch                                                |
| 159348 -          | 2007 CJ61                | 15 febbraio 2007  | CSS                                                       |
| 159349 -          | 2007 DL4                 | 16 febbraio 2007  | Mount Lemmon Survey                                       |
| 159350 -          | 2007 DL100               | 25 febbraio 2007  | CSS                                                       |
| 159351 Leonpascal | 2007 EB10                | 10 marzo 2007     | Kocher, P.                                                |
| 159352 -          | 2007 EZ47                | 9 marzo 2007      | Spacewatch                                                |
| 159353 -          | 2007 EU88                | 9 marzo 2007      | Spacewatch                                                |
| 159354 -          | 2007 EL137               | 11 marzo 2007     | Spacewatch                                                |
| 159355 -          | 2007 EA138               | 11 marzo 2007     | Spacewatch                                                |
| 159356 -          | 2007 ES180               | 14 marzo 2007     | Mount Lemmon Survey                                       |
| 159357 -          | 2007 EF204               | 10 marzo 2007     | Spacewatch                                                |
| 159358 -          | 2007 FA31                | 20 marzo 2007     | Spacewatch                                                |
| 159359 -          | 2007 FX35                | 25 marzo 2007     | CSS                                                       |
| 159360 -          | 2007 FF39                | 30 marzo 2007     | NEAT                                                      |
| 159361 -          | 2007 GU23                | 11 aprile 2007    | Spacewatch                                                |
| 159362 -          | 2007 GX44                | 14 aprile 2007    | Spacewatch                                                |
| 159363 -          | 2007 HT23                | 18 aprile 2007    | Spacewatch                                                |
| 159364 -          | 4854 P-L                 | 24 settembre 1960 | van Houten, C. J., van Houten-Groeneveld, I., Gehrels, T. |
| 159365 -          | 6752 P-L                 | 24 settembre 1960 | van Houten, C. J., van Houten-Groeneveld, I., Gehrels, T. |
| 159366 -          | 3133 T-2                 | 30 settembre 1973 | van Houten, C. J., van Houten-Groeneveld, I., Gehrels, T. |
| 159367 -          | 1977 OX                  | 22 luglio 1977    | McNaught, R. H.                                           |
| 159368 -          | 1979 QB                  | 22 agosto 1979    | Helin, E. F.                                              |
| 159369 -          | 1993 UJ4                 | 20 ottobre 1993   | Elst, E. W.                                               |
| 159370 -          | 1994 JA2                 | 1 maggio 1994     | Spacewatch                                                |
| 159371 -          | 1995 CG8                 | 2 febbraio 1995   | Spacewatch                                                |
| 159372 -          | 1995 YP7                 | 16 dicembre 1995  | Spacewatch                                                |
| 159373 -          | 1996 FD18                | 22 marzo 1996     | Elst, E. W.                                               |
| 159374 -          | 1996 RW7                 | 6 settembre 1996  | Spacewatch                                                |
| 159375 -          | 1996 XQ31                | 8 dicembre 1996   | Beijing Schmidt CCD Asteroid Program                      |
| 159376 -          | 1997 GW31                | 15 aprile 1997    | Spacewatch                                                |
| 159377 -          | 1997 TO1                 | 3 ottobre 1997    | ODAS                                                      |
| 159378 -          | 1997 TS20                | 4 ottobre 1997    | Spacewatch                                                |
| 159379 -          | 1998 AQ5                 | 8 gennaio 1998    | ODAS                                                      |
| 159380 -          | 1998 CV                  | 4 febbraio 1998   | Tichý, M., Moravec, Z.                                    |
| 159381 -          | 1998 FB                  | 16 marzo 1998     | Stroncone                                                 |
| 159382 -          | 1998 FQ110               | 31 marzo 1998     | LINEAR                                                    |
| 159383 -          | 1998 FC136               | 28 marzo 1998     | LINEAR                                                    |
| 159384 -          | 1998 HO147               | 23 aprile 1998    | LINEAR                                                    |
| 159385 -          | 1998 KC7                 | 22 maggio 1998    | LONEOS                                                    |
| 159386 -          | 1998 KE58                | 28 maggio 1998    | Beijing Schmidt CCD Asteroid Program                      |
| 159387 -          | 1998 MT18                | 19 giugno 1998    | ODAS                                                      |
| 159388 -          | 1998 OL11                | 26 luglio 1998    | Elst, E. W.                                               |
| 159389 -          | 1998 QW3                 | 22 agosto 1998    | NEAT                                                      |
| 159390 -          | 1998 QJ11                | 17 agosto 1998    | LINEAR                                                    |
| 159391 -          | 1998 QD28                | 26 agosto 1998    | Spacewatch                                                |
| 159392 -          | 1998 QY35                | 17 agosto 1998    | LINEAR                                                    |
| 159393 -          | 1998 SR15                | 16 settembre 1998 | Spacewatch                                                |
| 159394 -          | 1998 SK37                | 21 settembre 1998 | Spacewatch                                                |
| 159395 -          | 1998 SQ41                | 25 settembre 1998 | Spacewatch                                                |
| 159396 -          | 1998 SH70                | 21 settembre 1998 | LINEAR                                                    |
| 159397 -          | 1998 SD90                | 26 settembre 1998 | LINEAR                                                    |
| 159398 -          | 1998 TN38                | 12 ottobre 1998   | LONEOS                                                    |
| 159399 -          | 1998 UL1                 | 18 ottobre 1998   | LINEAR                                                    |
| 159400 -          | 1998 VL                  | 7 novembre 1998   | Tucker, R. A.                                             |

## 159401-159500
| Nome         | Designazione provvisoria | Data di scoperta  | Scopritore             |
| ------------ | ------------------------ | ----------------- | ---------------------- |
| 159401 -     | 1998 VM22                | 10 novembre 1998  | LINEAR                 |
| 159402 -     | 1999 AP10                | 14 gennaio 1999   | LINEAR                 |
| 159403 -     | 1999 CN141               | 10 febbraio 1999  | Spacewatch             |
| 159404 -     | 1999 FX34                | 19 marzo 1999     | LINEAR                 |
| 159405 -     | 1999 JG110               | 13 maggio 1999    | LINEAR                 |
| 159406 -     | 1999 KO                  | 16 maggio 1999    | CSS                    |
| 159407 -     | 1999 NW51                | 12 luglio 1999    | LINEAR                 |
| 159408 -     | 1999 NU53                | 12 luglio 1999    | LINEAR                 |
| 159409 Ratte | 1999 OJ                  | 16 luglio 1999    | Pises                  |
| 159410 -     | 1999 RU122               | 9 settembre 1999  | LINEAR                 |
| 159411 -     | 1999 RG126               | 9 settembre 1999  | LINEAR                 |
| 159412 -     | 1999 RZ133               | 9 settembre 1999  | LINEAR                 |
| 159413 -     | 1999 RS145               | 9 settembre 1999  | LINEAR                 |
| 159414 -     | 1999 RN178               | 9 settembre 1999  | LINEAR                 |
| 159415 -     | 1999 RL189               | 9 settembre 1999  | LINEAR                 |
| 159416 -     | 1999 RV201               | 8 settembre 1999  | LINEAR                 |
| 159417 -     | 1999 RM232               | 9 settembre 1999  | LONEOS                 |
| 159418 -     | 1999 RD233               | 8 settembre 1999  | LONEOS                 |
| 159419 -     | 1999 SQ6                 | 30 settembre 1999 | LINEAR                 |
| 159420 -     | 1999 SN14                | 30 settembre 1999 | CSS                    |
| 159421 -     | 1999 TN10                | 8 ottobre 1999    | Tesi, L., Tombelli, M. |
| 159422 -     | 1999 TL34                | 3 ottobre 1999    | CSS                    |
| 159423 -     | 1999 TQ75                | 10 ottobre 1999   | Spacewatch             |
| 159424 -     | 1999 TD97                | 2 ottobre 1999    | LINEAR                 |
| 159425 -     | 1999 TY151               | 7 ottobre 1999    | LINEAR                 |
| 159426 -     | 1999 TJ265               | 3 ottobre 1999    | LINEAR                 |
| 159427 -     | 1999 TG268               | 3 ottobre 1999    | LINEAR                 |
| 159428 -     | 1999 UH4                 | 31 ottobre 1999   | Roe, J. M.             |
| 159429 -     | 1999 UM20                | 31 ottobre 1999   | Spacewatch             |
| 159430 -     | 1999 UL50                | 30 ottobre 1999   | CSS                    |
| 159431 -     | 1999 VT18                | 2 novembre 1999   | Spacewatch             |
| 159432 -     | 1999 VW18                | 2 novembre 1999   | Spacewatch             |
| 159433 -     | 1999 VO93                | 9 novembre 1999   | LINEAR                 |
| 159434 -     | 1999 VQ94                | 9 novembre 1999   | LINEAR                 |
| 159435 -     | 1999 VJ178               | 6 novembre 1999   | LINEAR                 |
| 159436 -     | 1999 VS178               | 6 novembre 1999   | LINEAR                 |
| 159437 -     | 1999 VS208               | 11 novembre 1999  | Spacewatch             |
| 159438 -     | 1999 XM3                 | 4 dicembre 1999   | CSS                    |
| 159439 -     | 1999 XR12                | 5 dicembre 1999   | LINEAR                 |
| 159440 -     | 1999 XL62                | 7 dicembre 1999   | LINEAR                 |
| 159441 -     | 1999 XZ88                | 7 dicembre 1999   | LINEAR                 |
| 159442 -     | 1999 XY152               | 7 dicembre 1999   | LINEAR                 |
| 159443 -     | 1999 XD171               | 10 dicembre 1999  | LINEAR                 |
| 159444 -     | 1999 XN209               | 13 dicembre 1999  | LINEAR                 |
| 159445 -     | 2000 AA25                | 3 gennaio 2000    | LINEAR                 |
| 159446 -     | 2000 AF83                | 5 gennaio 2000    | LINEAR                 |
| 159447 -     | 2000 AT107               | 5 gennaio 2000    | LINEAR                 |
| 159448 -     | 2000 AH199               | 9 gennaio 2000    | LINEAR                 |
| 159449 -     | 2000 AD224               | 10 gennaio 2000   | Spacewatch             |
| 159450 -     | 2000 BK33                | 30 gennaio 2000   | Spacewatch             |
| 159451 -     | 2000 BB38                | 28 gennaio 2000   | Spacewatch             |
| 159452 -     | 2000 BC38                | 28 gennaio 2000   | Spacewatch             |
| 159453 -     | 2000 BH44                | 28 gennaio 2000   | Spacewatch             |
| 159454 -     | 2000 DJ8                 | 26 febbraio 2000  | LINEAR                 |
| 159455 -     | 2000 DD32                | 29 febbraio 2000  | LINEAR                 |
| 159456 -     | 2000 ER131               | 11 marzo 2000     | LONEOS                 |
| 159457 -     | 2000 JP38                | 7 maggio 2000     | LINEAR                 |
| 159458 -     | 2000 JW83                | 5 maggio 2000     | LINEAR                 |
| 159459 -     | 2000 KB                  | 22 maggio 2000    | LONEOS                 |
| 159460 -     | 2000 KP66                | 28 maggio 2000    | LONEOS                 |
| 159461 -     | 2000 OR                  | 23 luglio 2000    | Broughton, J.          |
| 159462 -     | 2000 OO3                 | 24 luglio 2000    | LINEAR                 |
| 159463 -     | 2000 PM7                 | 2 agosto 2000     | LINEAR                 |
| 159464 -     | 2000 PP23                | 2 agosto 2000     | LINEAR                 |
| 159465 -     | 2000 QJ2                 | 24 agosto 2000    | LINEAR                 |
| 159466 -     | 2000 QB10                | 24 agosto 2000    | LINEAR                 |
| 159467 -     | 2000 QK25                | 26 agosto 2000    | LINEAR                 |
| 159468 -     | 2000 QG107               | 29 agosto 2000    | LINEAR                 |
| 159469 -     | 2000 QZ117               | 25 agosto 2000    | LINEAR                 |
| 159470 -     | 2000 QW119               | 25 agosto 2000    | LINEAR                 |
| 159471 -     | 2000 QH122               | 25 agosto 2000    | LINEAR                 |
| 159472 -     | 2000 QA176               | 31 agosto 2000    | LINEAR                 |
| 159473 -     | 2000 RB                  | 1 settembre 2000  | LINEAR                 |
| 159474 -     | 2000 RU3                 | 1 settembre 2000  | LINEAR                 |
| 159475 -     | 2000 RU67                | 1 settembre 2000  | LINEAR                 |
| 159476 -     | 2000 RH79                | 9 settembre 2000  | LINEAR                 |
| 159477 -     | 2000 SE                  | 17 settembre 2000 | LINEAR                 |
| 159478 -     | 2000 SZ17                | 23 settembre 2000 | LINEAR                 |
| 159479 -     | 2000 SY33                | 24 settembre 2000 | LINEAR                 |
| 159480 -     | 2000 SR66                | 24 settembre 2000 | LINEAR                 |
| 159481 -     | 2000 SX147               | 24 settembre 2000 | LINEAR                 |
| 159482 -     | 2000 SF166               | 23 settembre 2000 | LINEAR                 |
| 159483 -     | 2000 SO170               | 24 settembre 2000 | LINEAR                 |
| 159484 -     | 2000 SS232               | 30 settembre 2000 | LINEAR                 |
| 159485 -     | 2000 SX238               | 26 settembre 2000 | LINEAR                 |
| 159486 -     | 2000 SY252               | 24 settembre 2000 | LINEAR                 |
| 159487 -     | 2000 SD304               | 30 settembre 2000 | LINEAR                 |
| 159488 -     | 2000 SB306               | 30 settembre 2000 | LINEAR                 |
| 159489 -     | 2000 SJ334               | 26 settembre 2000 | NEAT                   |
| 159490 -     | 2000 TM29                | 3 ottobre 2000    | LINEAR                 |
| 159491 -     | 2000 TZ29                | 4 ottobre 2000    | LINEAR                 |
| 159492 -     | 2000 TN43                | 1 ottobre 2000    | LINEAR                 |
| 159493 -     | 2000 UA                  | 17 ottobre 2000   | LINEAR                 |
| 159494 -     | 2000 UT10                | 24 ottobre 2000   | LINEAR                 |
| 159495 -     | 2000 UV16                | 30 ottobre 2000   | LINEAR                 |
| 159496 -     | 2000 UV17                | 24 ottobre 2000   | LINEAR                 |
| 159497 -     | 2000 UV23                | 24 ottobre 2000   | LINEAR                 |
| 159498 -     | 2000 UJ26                | 24 ottobre 2000   | LINEAR                 |
| 159499 -     | 2000 UH38                | 24 ottobre 2000   | LINEAR                 |
| 159500 -     | 2000 UR46                | 24 ottobre 2000   | LINEAR                 |

## 159501-159600
| Nome     | Designazione provvisoria | Data di scoperta  | Scopritore      |
| -------- | ------------------------ | ----------------- | --------------- |
| 159501 - | 2000 UB54                | 24 ottobre 2000   | LINEAR          |
| 159502 - | 2000 WW31                | 20 novembre 2000  | LINEAR          |
| 159503 - | 2000 WQ44                | 21 novembre 2000  | LINEAR          |
| 159504 - | 2000 WO67                | 27 novembre 2000  | LINEAR          |
| 159505 - | 2000 WP77                | 20 novembre 2000  | LINEAR          |
| 159506 - | 2000 WU108               | 20 novembre 2000  | LINEAR          |
| 159507 - | 2000 WT151               | 29 novembre 2000  | NEAT            |
| 159508 - | 2000 XC20                | 4 dicembre 2000   | LINEAR          |
| 159509 - | 2000 XX21                | 4 dicembre 2000   | LINEAR          |
| 159510 - | 2000 XJ40                | 5 dicembre 2000   | LINEAR          |
| 159511 - | 2000 YG30                | 30 dicembre 2000  | NEAT            |
| 159512 - | 2000 YR106               | 30 dicembre 2000  | LINEAR          |
| 159513 - | 2000 YF111               | 30 dicembre 2000  | LINEAR          |
| 159514 - | 2001 CS43                | 3 febbraio 2001   | LINEAR          |
| 159515 - | 2001 DD39                | 19 febbraio 2001  | LINEAR          |
| 159516 - | 2001 DK82                | 22 febbraio 2001  | Spacewatch      |
| 159517 - | 2001 EK10                | 2 marzo 2001      | LONEOS          |
| 159518 - | 2001 FF7                 | 19 marzo 2001     | LONEOS          |
| 159519 - | 2001 FK13                | 19 marzo 2001     | LONEOS          |
| 159520 - | 2001 FM66                | 19 marzo 2001     | LINEAR          |
| 159521 - | 2001 FD69                | 19 marzo 2001     | LINEAR          |
| 159522 - | 2001 FE72                | 19 marzo 2001     | LINEAR          |
| 159523 - | 2001 FS82                | 23 marzo 2001     | LINEAR          |
| 159524 - | 2001 FO96                | 16 marzo 2001     | LINEAR          |
| 159525 - | 2001 FD117               | 19 marzo 2001     | LINEAR          |
| 159526 - | 2001 FB121               | 26 marzo 2001     | LINEAR          |
| 159527 - | 2001 FQ172               | 25 marzo 2001     | LONEOS          |
| 159528 - | 2001 FM175               | 31 marzo 2001     | LONEOS          |
| 159529 - | 2001 FO176               | 16 marzo 2001     | LINEAR          |
| 159530 - | 2001 FD189               | 16 marzo 2001     | LINEAR          |
| 159531 - | 2001 HO13                | 18 aprile 2001    | LINEAR          |
| 159532 - | 2001 HJ18                | 21 aprile 2001    | LINEAR          |
| 159533 - | 2001 HH31                | 25 aprile 2001    | LONEOS          |
| 159534 - | 2001 HM42                | 16 aprile 2001    | LINEAR          |
| 159535 - | 2001 HA57                | 25 aprile 2001    | LONEOS          |
| 159536 - | 2001 OD73                | 21 luglio 2001    | LONEOS          |
| 159537 - | 2001 OT84                | 19 luglio 2001    | LONEOS          |
| 159538 - | 2001 OE87                | 29 luglio 2001    | NEAT            |
| 159539 - | 2001 PL3                 | 5 agosto 2001     | NEAT            |
| 159540 - | 2001 QL55                | 16 agosto 2001    | LINEAR          |
| 159541 - | 2001 QU236               | 24 agosto 2001    | LINEAR          |
| 159542 - | 2001 QN294               | 24 agosto 2001    | LINEAR          |
| 159543 - | 2001 RW63                | 11 settembre 2001 | Yeung, W. K. Y. |
| 159544 - | 2001 RP76                | 10 settembre 2001 | LINEAR          |
| 159545 - | 2001 RL121               | 12 settembre 2001 | LINEAR          |
| 159546 - | 2001 SK26                | 16 settembre 2001 | LINEAR          |
| 159547 - | 2001 SW65                | 17 settembre 2001 | LINEAR          |
| 159548 - | 2001 SB72                | 17 settembre 2001 | LINEAR          |
| 159549 - | 2001 SN91                | 20 settembre 2001 | LINEAR          |
| 159550 - | 2001 SM127               | 16 settembre 2001 | LINEAR          |
| 159551 - | 2001 SM176               | 16 settembre 2001 | LINEAR          |
| 159552 - | 2001 SK232               | 19 settembre 2001 | LINEAR          |
| 159553 - | 2001 SB236               | 19 settembre 2001 | LINEAR          |
| 159554 - | 2001 SZ257               | 20 settembre 2001 | LINEAR          |
| 159555 - | 2001 SJ276               | 27 settembre 2001 | LINEAR          |
| 159556 - | 2001 SG350               | 20 settembre 2001 | LINEAR          |
| 159557 - | 2001 TF6                 | 10 ottobre 2001   | NEAT            |
| 159558 - | 2001 TA23                | 13 ottobre 2001   | LINEAR          |
| 159559 - | 2001 TF70                | 13 ottobre 2001   | LINEAR          |
| 159560 - | 2001 TO103               | 14 ottobre 2001   | LINEAR          |
| 159561 - | 2001 TP190               | 14 ottobre 2001   | LINEAR          |
| 159562 - | 2001 TS237               | 10 ottobre 2001   | NEAT            |
| 159563 - | 2001 TJ240               | 11 ottobre 2001   | LINEAR          |
| 159564 - | 2001 UJ19                | 16 ottobre 2001   | NEAT            |
| 159565 - | 2001 UK21                | 17 ottobre 2001   | LINEAR          |
| 159566 - | 2001 UU30                | 16 ottobre 2001   | LINEAR          |
| 159567 - | 2001 US64                | 18 ottobre 2001   | LINEAR          |
| 159568 - | 2001 UE107               | 20 ottobre 2001   | LINEAR          |
| 159569 - | 2001 UD163               | 23 ottobre 2001   | LINEAR          |
| 159570 - | 2001 UD190               | 18 ottobre 2001   | NEAT            |
| 159571 - | 2001 VM4                 | 9 novembre 2001   | LINEAR          |
| 159572 - | 2001 VO4                 | 10 novembre 2001  | LINEAR          |
| 159573 - | 2001 VB8                 | 9 novembre 2001   | LINEAR          |
| 159574 - | 2001 VE8                 | 9 novembre 2001   | LINEAR          |
| 159575 - | 2001 VZ30                | 9 novembre 2001   | LINEAR          |
| 159576 - | 2001 VK40                | 9 novembre 2001   | LINEAR          |
| 159577 - | 2001 VE65                | 10 novembre 2001  | LINEAR          |
| 159578 - | 2001 VX72                | 12 novembre 2001  | Spacewatch      |
| 159579 - | 2001 VM81                | 13 novembre 2001  | NEAT            |
| 159580 - | 2001 VF102               | 12 novembre 2001  | LINEAR          |
| 159581 - | 2001 WO                  | 16 novembre 2001  | Spacewatch      |
| 159582 - | 2001 XE31                | 11 dicembre 2001  | LINEAR          |
| 159583 - | 2001 XK50                | 10 dicembre 2001  | LINEAR          |
| 159584 - | 2001 XT63                | 10 dicembre 2001  | LINEAR          |
| 159585 - | 2001 XK65                | 10 dicembre 2001  | LINEAR          |
| 159586 - | 2001 XF67                | 10 dicembre 2001  | LINEAR          |
| 159587 - | 2001 XG73                | 11 dicembre 2001  | LINEAR          |
| 159588 - | 2001 XC106               | 10 dicembre 2001  | LINEAR          |
| 159589 - | 2001 XK115               | 13 dicembre 2001  | LINEAR          |
| 159590 - | 2001 XX121               | 14 dicembre 2001  | LINEAR          |
| 159591 - | 2001 XD146               | 14 dicembre 2001  | LINEAR          |
| 159592 - | 2001 XT164               | 14 dicembre 2001  | LINEAR          |
| 159593 - | 2001 XR167               | 14 dicembre 2001  | LINEAR          |
| 159594 - | 2001 XP192               | 14 dicembre 2001  | LINEAR          |
| 159595 - | 2001 XF211               | 11 dicembre 2001  | LINEAR          |
| 159596 - | 2001 XT212               | 11 dicembre 2001  | LINEAR          |
| 159597 - | 2001 XV217               | 14 dicembre 2001  | LINEAR          |
| 159598 - | 2001 XJ232               | 15 dicembre 2001  | LINEAR          |
| 159599 - | 2001 XW243               | 15 dicembre 2001  | LINEAR          |
| 159600 - | 2001 XK252               | 14 dicembre 2001  | LINEAR          |

## 159601-159700
| Nome             | Designazione provvisoria | Data di scoperta | Scopritore                     |
| ---------------- | ------------------------ | ---------------- | ------------------------------ |
| 159601 -         | 2001 YY7                 | 17 dicembre 2001 | LINEAR                         |
| 159602 -         | 2001 YM11                | 17 dicembre 2001 | LINEAR                         |
| 159603 -         | 2001 YO15                | 17 dicembre 2001 | LINEAR                         |
| 159604 -         | 2001 YZ29                | 18 dicembre 2001 | LINEAR                         |
| 159605 -         | 2001 YB97                | 17 dicembre 2001 | LINEAR                         |
| 159606 -         | 2001 YN105               | 17 dicembre 2001 | LINEAR                         |
| 159607 -         | 2001 YO115               | 17 dicembre 2001 | LINEAR                         |
| 159608 -         | 2002 AC2                 | 6 gennaio 2002   | LINEAR                         |
| 159609 -         | 2002 AQ3                 | 8 gennaio 2002   | NEAT                           |
| 159610 -         | 2002 AJ13                | 12 gennaio 2002  | Nomen, J.                      |
| 159611 -         | 2002 AX15                | 4 gennaio 2002   | NEAT                           |
| 159612 -         | 2002 AV17                | 9 gennaio 2002   | LINEAR                         |
| 159613 -         | 2002 AX18                | 13 gennaio 2002  | Kobayashi, T.                  |
| 159614 -         | 2002 AF37                | 9 gennaio 2002   | LINEAR                         |
| 159615 -         | 2002 AA57                | 9 gennaio 2002   | LINEAR                         |
| 159616 -         | 2002 AR75                | 8 gennaio 2002   | LINEAR                         |
| 159617 -         | 2002 AV98                | 8 gennaio 2002   | LINEAR                         |
| 159618 -         | 2002 AM109               | 9 gennaio 2002   | LINEAR                         |
| 159619 -         | 2002 AU109               | 9 gennaio 2002   | LINEAR                         |
| 159620 -         | 2002 AC118               | 9 gennaio 2002   | LINEAR                         |
| 159621 -         | 2002 AN128               | 14 gennaio 2002  | Yeung, W. K. Y.                |
| 159622 -         | 2002 AP134               | 9 gennaio 2002   | LINEAR                         |
| 159623 -         | 2002 AD152               | 14 gennaio 2002  | LINEAR                         |
| 159624 -         | 2002 AR153               | 14 gennaio 2002  | LINEAR                         |
| 159625 -         | 2002 AC184               | 6 gennaio 2002   | LONEOS                         |
| 159626 -         | 2002 BD12                | 19 gennaio 2002  | LINEAR                         |
| 159627 -         | 2002 BC29                | 20 gennaio 2002  | LONEOS                         |
| 159628 -         | 2002 BP30                | 21 gennaio 2002  | LONEOS                         |
| 159629 Brunszvik | 2002 BT31                | 16 gennaio 2002  | Sárneczky, K., Heiner, Z.      |
| 159630 -         | 2002 CJ8                 | 4 febbraio 2002  | NEAT                           |
| 159631 -         | 2002 CA13                | 8 febbraio 2002  | Juels, C. W., Holvorcem, P. R. |
| 159632 -         | 2002 CB18                | 6 febbraio 2002  | LINEAR                         |
| 159633 -         | 2002 CY21                | 5 febbraio 2002  | NEAT                           |
| 159634 -         | 2002 CF28                | 6 febbraio 2002  | LINEAR                         |
| 159635 -         | 2002 CZ46                | 11 febbraio 2002 | NEAT                           |
| 159636 -         | 2002 CU48                | 3 febbraio 2002  | NEAT                           |
| 159637 -         | 2002 CT54                | 7 febbraio 2002  | LINEAR                         |
| 159638 -         | 2002 CO87                | 7 febbraio 2002  | LINEAR                         |
| 159639 -         | 2002 CJ93                | 7 febbraio 2002  | LINEAR                         |
| 159640 -         | 2002 CB96                | 7 febbraio 2002  | LINEAR                         |
| 159641 -         | 2002 CW110               | 7 febbraio 2002  | LINEAR                         |
| 159642 -         | 2002 CN129               | 7 febbraio 2002  | LINEAR                         |
| 159643 -         | 2002 CG133               | 7 febbraio 2002  | LINEAR                         |
| 159644 -         | 2002 CC162               | 8 febbraio 2002  | LINEAR                         |
| 159645 -         | 2002 CT167               | 8 febbraio 2002  | LINEAR                         |
| 159646 -         | 2002 CC180               | 10 febbraio 2002 | LINEAR                         |
| 159647 -         | 2002 CK188               | 10 febbraio 2002 | LINEAR                         |
| 159648 -         | 2002 CC209               | 10 febbraio 2002 | LINEAR                         |
| 159649 -         | 2002 CY245               | 15 febbraio 2002 | NEAT                           |
| 159650 -         | 2002 CW255               | 6 febbraio 2002  | NEAT                           |
| 159651 -         | 2002 CZ276               | 7 febbraio 2002  | LINEAR                         |
| 159652 -         | 2002 CO291               | 10 febbraio 2002 | LINEAR                         |
| 159653 -         | 2002 CK301               | 11 febbraio 2002 | LINEAR                         |
| 159654 -         | 2002 DW13                | 16 febbraio 2002 | NEAT                           |
| 159655 -         | 2002 DR19                | 21 febbraio 2002 | Uppsala-DLR Asteroid Survey    |
| 159656 -         | 2002 ES29                | 9 marzo 2002     | LINEAR                         |
| 159657 -         | 2002 ER46                | 11 marzo 2002    | NEAT                           |
| 159658 -         | 2002 EV56                | 13 marzo 2002    | LINEAR                         |
| 159659 -         | 2002 EE84                | 9 marzo 2002     | LINEAR                         |
| 159660 -         | 2002 EW90                | 12 marzo 2002    | LINEAR                         |
| 159661 -         | 2002 EV99                | 5 marzo 2002     | LONEOS                         |
| 159662 -         | 2002 EY124               | 12 marzo 2002    | NEAT                           |
| 159663 -         | 2002 EY132               | 13 marzo 2002    | NEAT                           |
| 159664 -         | 2002 EK141               | 12 marzo 2002    | NEAT                           |
| 159665 -         | 2002 FW35                | 21 marzo 2002    | LINEAR                         |
| 159666 -         | 2002 GX14                | 15 aprile 2002   | LINEAR                         |
| 159667 -         | 2002 GT15                | 15 aprile 2002   | LINEAR                         |
| 159668 -         | 2002 GP20                | 14 aprile 2002   | LINEAR                         |
| 159669 -         | 2002 GY73                | 9 aprile 2002    | LONEOS                         |
| 159670 -         | 2002 GX83                | 10 aprile 2002   | LINEAR                         |
| 159671 -         | 2002 GU94                | 9 aprile 2002    | LINEAR                         |
| 159672 -         | 2002 GW109               | 9 aprile 2002    | LINEAR                         |
| 159673 -         | 2002 GR128               | 12 aprile 2002   | LINEAR                         |
| 159674 -         | 2002 GO152               | 12 aprile 2002   | NEAT                           |
| 159675 -         | 2002 GW162               | 14 aprile 2002   | NEAT                           |
| 159676 -         | 2002 HH3                 | 16 aprile 2002   | LINEAR                         |
| 159677 -         | 2002 HQ11                | 22 aprile 2002   | NEAT                           |
| 159678 -         | 2002 JA17                | 7 maggio 2002    | NEAT                           |
| 159679 -         | 2002 JX24                | 8 maggio 2002    | LINEAR                         |
| 159680 -         | 2002 JY60                | 11 maggio 2002   | Spacewatch                     |
| 159681 -         | 2002 JB76                | 11 maggio 2002   | LINEAR                         |
| 159682 -         | 2002 JD122               | 6 maggio 2002    | LONEOS                         |
| 159683 -         | 2002 JJ148               | 14 maggio 2002   | Needville                      |
| 159684 -         | 2002 KC                  | 16 maggio 2002   | Fountain Hills                 |
| 159685 -         | 2002 LP3                 | 5 giugno 2002    | LINEAR                         |
| 159686 -         | 2002 LB6                 | 7 giugno 2002    | LINEAR                         |
| 159687 -         | 2002 LG53                | 8 giugno 2002    | LINEAR                         |
| 159688 -         | 2002 LE58                | 12 giugno 2002   | NEAT                           |
| 159689 -         | 2002 MZ2                 | 23 giugno 2002   | NEAT                           |
| 159690 -         | 2002 NK2                 | 4 luglio 2002    | NEAT                           |
| 159691 -         | 2002 NB9                 | 1 luglio 2002    | NEAT                           |
| 159692 -         | 2002 OV20                | 22 luglio 2002   | NEAT                           |
| 159693 -         | 2002 PK4                 | 4 agosto 2002    | NEAT                           |
| 159694 -         | 2002 PS22                | 6 agosto 2002    | NEAT                           |
| 159695 -         | 2002 PO43                | 11 agosto 2002   | LINEAR                         |
| 159696 -         | 2002 PS85                | 12 agosto 2002   | LINEAR                         |
| 159697 -         | 2002 PO94                | 12 agosto 2002   | NEAT                           |
| 159698 -         | 2002 PV106               | 12 agosto 2002   | LINEAR                         |
| 159699 -         | 2002 PQ142               | 12 agosto 2002   | LINEAR                         |
| 159700 -         | 2002 PS160               | 8 agosto 2002    | Hönig, S. F.                   |

## 159701-159800
| Nome               | Designazione provvisoria | Data di scoperta  | Scopritore                     |
| ------------------ | ------------------------ | ----------------- | ------------------------------ |
| 159701 -           | 2002 QD23                | 27 agosto 2002    | NEAT                           |
| 159702 -           | 2002 RY70                | 4 settembre 2002  | NEAT                           |
| 159703 -           | 2002 RV109               | 6 settembre 2002  | LINEAR                         |
| 159704 -           | 2002 RA187               | 12 settembre 2002 | NEAT                           |
| 159705 -           | 2002 RU244               | 15 settembre 2002 | NEAT                           |
| 159706 -           | 2002 SK50                | 30 settembre 2002 | NEAT                           |
| 159707 -           | 2002 TK138               | 4 ottobre 2002    | LONEOS                         |
| 159708 -           | 2002 TK179               | 13 ottobre 2002   | NEAT                           |
| 159709 -           | 2002 TZ191               | 5 ottobre 2002    | LONEOS                         |
| 159710 -           | 2002 TQ285               | 10 ottobre 2002   | LINEAR                         |
| 159711 -           | 2002 TV300               | 15 ottobre 2002   | LINEAR                         |
| 159712 -           | 2002 VN27                | 5 novembre 2002   | NEAT                           |
| 159713 -           | 2002 VF54                | 6 novembre 2002   | LINEAR                         |
| 159714 -           | 2002 VS69                | 7 novembre 2002   | LINEAR                         |
| 159715 -           | 2002 VD110               | 12 novembre 2002  | LINEAR                         |
| 159716 -           | 2002 YP31                | 31 dicembre 2002  | LINEAR                         |
| 159717 -           | 2003 AO8                 | 5 gennaio 2003    | Holvorcem, P. R., Schwartz, M. |
| 159718 -           | 2003 AD51                | 5 gennaio 2003    | LINEAR                         |
| 159719 -           | 2003 AW65                | 7 gennaio 2003    | LINEAR                         |
| 159720 -           | 2003 AJ90                | 5 gennaio 2003    | LINEAR                         |
| 159721 -           | 2003 BL19                | 26 gennaio 2003   | LONEOS                         |
| 159722 -           | 2003 BQ27                | 26 gennaio 2003   | LONEOS                         |
| 159723 -           | 2003 BV43                | 27 gennaio 2003   | LINEAR                         |
| 159724 -           | 2003 BQ60                | 27 gennaio 2003   | NEAT                           |
| 159725 -           | 2003 BV61                | 28 gennaio 2003   | LINEAR                         |
| 159726 -           | 2003 BX83                | 31 gennaio 2003   | LINEAR                         |
| 159727 -           | 2003 BY84                | 31 gennaio 2003   | LINEAR                         |
| 159728 -           | 2003 BU86                | 26 gennaio 2003   | LONEOS                         |
| 159729 -           | 2003 DW5                 | 21 febbraio 2003  | NEAT                           |
| 159730 -           | 2003 DL14                | 24 febbraio 2003  | NEAT                           |
| 159731 -           | 2003 DP16                | 21 febbraio 2003  | NEAT                           |
| 159732 -           | 2003 DP22                | 24 febbraio 2003  | Bickel, W.                     |
| 159733 -           | 2003 EK6                 | 6 marzo 2003      | LONEOS                         |
| 159734 -           | 2003 EU10                | 6 marzo 2003      | LINEAR                         |
| 159735 -           | 2003 EO11                | 6 marzo 2003      | LONEOS                         |
| 159736 -           | 2003 ER17                | 5 marzo 2003      | LINEAR                         |
| 159737 -           | 2003 EH24                | 6 marzo 2003      | LINEAR                         |
| 159738 -           | 2003 EC38                | 8 marzo 2003      | LONEOS                         |
| 159739 -           | 2003 EF44                | 7 marzo 2003      | LINEAR                         |
| 159740 -           | 2003 EG48                | 9 marzo 2003      | LONEOS                         |
| 159741 -           | 2003 EO49                | 10 marzo 2003     | LONEOS                         |
| 159742 -           | 2003 EQ50                | 10 marzo 2003     | LONEOS                         |
| 159743 Kluk        | 2003 FW1                 | 23 marzo 2003     | KLENOT                         |
| 159744 -           | 2003 FS15                | 23 marzo 2003     | Spacewatch                     |
| 159745 -           | 2003 FX18                | 24 marzo 2003     | Spacewatch                     |
| 159746 -           | 2003 FD31                | 23 marzo 2003     | NEAT                           |
| 159747 -           | 2003 FW42                | 23 marzo 2003     | CSS                            |
| 159748 -           | 2003 FN52                | 25 marzo 2003     | NEAT                           |
| 159749 -           | 2003 FV53                | 25 marzo 2003     | NEAT                           |
| 159750 -           | 2003 FV57                | 26 marzo 2003     | Spacewatch                     |
| 159751 -           | 2003 FH62                | 26 marzo 2003     | NEAT                           |
| 159752 -           | 2003 FS68                | 26 marzo 2003     | NEAT                           |
| 159753 -           | 2003 FC70                | 26 marzo 2003     | Spacewatch                     |
| 159754 -           | 2003 FB92                | 29 marzo 2003     | LONEOS                         |
| 159755 -           | 2003 FJ100               | 31 marzo 2003     | LONEOS                         |
| 159756 -           | 2003 FS107               | 30 marzo 2003     | LINEAR                         |
| 159757 -           | 2003 FU116               | 23 marzo 2003     | Spacewatch                     |
| 159758 -           | 2003 FZ122               | 31 marzo 2003     | Deep Lens Survey               |
| 159759 -           | 2003 GK                  | 1 aprile 2003     | LINEAR                         |
| 159760 -           | 2003 GA1                 | 1 aprile 2003     | LINEAR                         |
| 159761 -           | 2003 GF27                | 6 aprile 2003     | Spacewatch                     |
| 159762 -           | 2003 GD38                | 8 aprile 2003     | LINEAR                         |
| 159763 -           | 2003 GW46                | 8 aprile 2003     | NEAT                           |
| 159764 -           | 2003 GW52                | 1 aprile 2003     | CSS                            |
| 159765 -           | 2003 HO2                 | 25 aprile 2003    | LINEAR                         |
| 159766 -           | 2003 HN8                 | 25 aprile 2003    | LONEOS                         |
| 159767 -           | 2003 HU8                 | 24 aprile 2003    | LONEOS                         |
| 159768 -           | 2003 HU10                | 24 aprile 2003    | Spacewatch                     |
| 159769 -           | 2003 HB40                | 29 aprile 2003    | LINEAR                         |
| 159770 -           | 2003 HJ47                | 28 aprile 2003    | LINEAR                         |
| 159771 -           | 2003 HL47                | 28 aprile 2003    | NEAT                           |
| 159772 -           | 2003 HT52                | 29 aprile 2003    | LONEOS                         |
| 159773 -           | 2003 JD7                 | 1 maggio 2003     | LINEAR                         |
| 159774 -           | 2003 JM10                | 2 maggio 2003     | Spacewatch                     |
| 159775 -           | 2003 JA15                | 5 maggio 2003     | Spacewatch                     |
| 159776 Eduardoröhl | 2003 JR17                | 2 maggio 2003     | Ferrin, I. R., Leal, C.        |
| 159777 -           | 2003 KX                  | 21 maggio 2003    | Broughton, J.                  |
| 159778 Bobshelton  | 2003 MZ1                 | 24 giugno 2003    | Healy, D.                      |
| 159779 -           | 2003 MM3                 | 25 giugno 2003    | LINEAR                         |
| 159780 -           | 2003 MV6                 | 26 giugno 2003    | NEAT                           |
| 159781 -           | 2003 MZ7                 | 28 giugno 2003    | LINEAR                         |
| 159782 -           | 2003 MN9                 | 29 giugno 2003    | LINEAR                         |
| 159783 -           | 2003 MY9                 | 29 giugno 2003    | Broughton, J.                  |
| 159784 -           | 2003 MD11                | 26 giugno 2003    | LINEAR                         |
| 159785 -           | 2003 ND6                 | 4 luglio 2003     | Spacewatch                     |
| 159786 -           | 2003 NL8                 | 14 luglio 2003    | Birtwhistle, P.                |
| 159787 -           | 2003 OH19                | 30 luglio 2003    | NEAT                           |
| 159788 -           | 2003 OF23                | 30 luglio 2003    | CINEOS                         |
| 159789 -           | 2003 PG1                 | 1 agosto 2003     | NEAT                           |
| 159790 -           | 2003 PU11                | 1 agosto 2003     | LINEAR                         |
| 159791 -           | 2003 QQ25                | 22 agosto 2003    | NEAT                           |
| 159792 -           | 2003 QG63                | 23 agosto 2003    | LINEAR                         |
| 159793 -           | 2003 QJ64                | 23 agosto 2003    | LINEAR                         |
| 159794 -           | 2003 QQ96                | 29 agosto 2003    | NEAT                           |
| 159795 -           | 2003 QN105               | 31 agosto 2003    | NEAT                           |
| 159796 -           | 2003 QT109               | 26 agosto 2003    | NEAT                           |
| 159797 -           | 2003 QP114               | 23 agosto 2003    | NEAT                           |
| 159798 -           | 2003 RW3                 | 1 settembre 2003  | LINEAR                         |
| 159799 Kralice     | 2003 RF14                | 15 settembre 2003 | KLENOT                         |
| 159800 -           | 2003 RQ15                | 15 settembre 2003 | NEAT                           |

## 159801-159900
| Nome               | Designazione provvisoria | Data di scoperta  | Scopritore                     |
| ------------------ | ------------------------ | ----------------- | ------------------------------ |
| 159801 -           | 2003 RT16                | 15 settembre 2003 | NEAT                           |
| 159802 -           | 2003 RN17                | 15 settembre 2003 | NEAT                           |
| 159803 -           | 2003 RW21                | 13 settembre 2003 | NEAT                           |
| 159804 -           | 2003 SN13                | 16 settembre 2003 | Spacewatch                     |
| 159805 -           | 2003 SG29                | 18 settembre 2003 | NEAT                           |
| 159806 -           | 2003 SG51                | 18 settembre 2003 | NEAT                           |
| 159807 -           | 2003 SB52                | 18 settembre 2003 | NEAT                           |
| 159808 -           | 2003 SL71                | 18 settembre 2003 | Spacewatch                     |
| 159809 -           | 2003 SQ77                | 19 settembre 2003 | Spacewatch                     |
| 159810 -           | 2003 SJ89                | 18 settembre 2003 | NEAT                           |
| 159811 -           | 2003 SJ148               | 16 settembre 2003 | LINEAR                         |
| 159812 -           | 2003 SG186               | 22 settembre 2003 | LONEOS                         |
| 159813 -           | 2003 SY194               | 20 settembre 2003 | NEAT                           |
| 159814 Saguaro     | 2003 SS217               | 27 settembre 2003 | Klet                           |
| 159815 -           | 2003 SF220               | 26 settembre 2003 | Tucker, R. A.                  |
| 159816 -           | 2003 SJ232               | 24 settembre 2003 | NEAT                           |
| 159817 -           | 2003 SE234               | 25 settembre 2003 | NEAT                           |
| 159818 -           | 2003 SM264               | 28 settembre 2003 | LINEAR                         |
| 159819 -           | 2003 SX284               | 20 settembre 2003 | LINEAR                         |
| 159820 -           | 2003 SY286               | 21 settembre 2003 | NEAT                           |
| 159821 -           | 2003 SS294               | 28 settembre 2003 | LINEAR                         |
| 159822 -           | 2003 SR303               | 17 settembre 2003 | NEAT                           |
| 159823 -           | 2003 SO310               | 28 settembre 2003 | LONEOS                         |
| 159824 -           | 2003 SM315               | 28 settembre 2003 | NEAT                           |
| 159825 -           | 2003 SH321               | 20 settembre 2003 | Spacewatch                     |
| 159826 Knapp       | 2003 SF331               | 26 settembre 2003 | Sloan Digital Sky Survey       |
| 159827 Keithmullen | 2003 TD2                 | 4 ottobre 2003    | Healy, D.                      |
| 159828 -           | 2003 TS12                | 15 ottobre 2003   | NEAT                           |
| 159829 -           | 2003 TV57                | 15 ottobre 2003   | LONEOS                         |
| 159830 -           | 2003 UL63                | 16 ottobre 2003   | NEAT                           |
| 159831 -           | 2003 UF64                | 16 ottobre 2003   | LONEOS                         |
| 159832 -           | 2003 UQ64                | 16 ottobre 2003   | LONEOS                         |
| 159833 -           | 2003 UL90                | 20 ottobre 2003   | Spacewatch                     |
| 159834 -           | 2003 UL117               | 21 ottobre 2003   | LINEAR                         |
| 159835 -           | 2003 UA134               | 20 ottobre 2003   | NEAT                           |
| 159836 -           | 2003 UB139               | 16 ottobre 2003   | NEAT                           |
| 159837 -           | 2003 UG157               | 20 ottobre 2003   | LINEAR                         |
| 159838 -           | 2003 UH163               | 21 ottobre 2003   | LINEAR                         |
| 159839 -           | 2003 UL171               | 19 ottobre 2003   | Spacewatch                     |
| 159840 -           | 2003 UL247               | 24 ottobre 2003   | NEAT                           |
| 159841 -           | 2003 UR263               | 27 ottobre 2003   | LINEAR                         |
| 159842 -           | 2003 UF282               | 29 ottobre 2003   | LONEOS                         |
| 159843 -           | 2003 VA6                 | 15 novembre 2003  | Tucker, R. A.                  |
| 159844 -           | 2003 WA12                | 18 novembre 2003  | NEAT                           |
| 159845 -           | 2003 WB49                | 19 novembre 2003  | Spacewatch                     |
| 159846 -           | 2003 WB65                | 19 novembre 2003  | Spacewatch                     |
| 159847 -           | 2003 WG85                | 20 novembre 2003  | NEAT                           |
| 159848 -           | 2003 WS153               | 21 novembre 2003  | NEAT                           |
| 159849 -           | 2003 XM6                 | 3 dicembre 2003   | LINEAR                         |
| 159850 -           | 2003 YC35                | 18 dicembre 2003  | NEAT                           |
| 159851 -           | 2003 YE111               | 17 dicembre 2003  | Dillon, W. G., Dellinger, J.   |
| 159852 -           | 2003 YF143               | 28 dicembre 2003  | LINEAR                         |
| 159853 -           | 2004 FK4                 | 20 marzo 2004     | Schwartz, M., Holvorcem, P. R. |
| 159854 -           | 2004 FT15                | 20 marzo 2004     | Siding Spring Survey           |
| 159855 -           | 2004 FD147               | 30 marzo 2004     | LINEAR                         |
| 159856 -           | 2004 JW6                 | 13 maggio 2004    | LINEAR                         |
| 159857 -           | 2004 LJ1                 | 10 giugno 2004    | LINEAR                         |
| 159858 -           | 2004 LK16                | 12 giugno 2004    | NEAT                           |
| 159859 -           | 2004 LE23                | 15 giugno 2004    | LINEAR                         |
| 159860 -           | 2004 PS13                | 7 agosto 2004     | NEAT                           |
| 159861 -           | 2004 PU28                | 6 agosto 2004     | NEAT                           |
| 159862 -           | 2004 PP33                | 8 agosto 2004     | LONEOS                         |
| 159863 -           | 2004 PD50                | 8 agosto 2004     | LINEAR                         |
| 159864 -           | 2004 PH50                | 8 agosto 2004     | LINEAR                         |
| 159865 Silvialonso | 2004 PX66                | 12 agosto 2004    | Manteca, J.                    |
| 159866 -           | 2004 PM75                | 8 agosto 2004     | LONEOS                         |
| 159867 -           | 2004 PU77                | 9 agosto 2004     | LINEAR                         |
| 159868 -           | 2004 PS91                | 12 agosto 2004    | LINEAR                         |
| 159869 -           | 2004 PF94                | 10 agosto 2004    | LINEAR                         |
| 159870 -           | 2004 PP103               | 12 agosto 2004    | LINEAR                         |
| 159871 -           | 2004 QF17                | 23 agosto 2004    | Wise                           |
| 159872 -           | 2004 RU29                | 7 settembre 2004  | LINEAR                         |
| 159873 -           | 2004 RE36                | 7 settembre 2004  | LINEAR                         |
| 159874 -           | 2004 RS53                | 8 settembre 2004  | LINEAR                         |
| 159875 -           | 2004 RZ58                | 8 settembre 2004  | LINEAR                         |
| 159876 -           | 2004 RN74                | 8 settembre 2004  | LINEAR                         |
| 159877 -           | 2004 RY74                | 8 settembre 2004  | LINEAR                         |
| 159878 -           | 2004 RG139               | 8 settembre 2004  | NEAT                           |
| 159879 -           | 2004 RO150               | 9 settembre 2004  | LINEAR                         |
| 159880 -           | 2004 RE156               | 10 settembre 2004 | LINEAR                         |
| 159881 -           | 2004 RL254               | 6 settembre 2004  | NEAT                           |
| 159882 -           | 2004 RQ289               | 14 settembre 2004 | Tucker, R. A.                  |
| 159883 -           | 2004 RA310               | 13 settembre 2004 | LINEAR                         |
| 159884 -           | 2004 RU310               | 13 settembre 2004 | NEAT                           |
| 159885 -           | 2004 SK16                | 17 settembre 2004 | LONEOS                         |
| 159886 -           | 2004 SP33                | 17 settembre 2004 | LINEAR                         |
| 159887 -           | 2004 SF55                | 22 settembre 2004 | LINEAR                         |
| 159888 -           | 2004 SL59                | 22 settembre 2004 | LINEAR                         |
| 159889 -           | 2004 TR14                | 10 ottobre 2004   | LINEAR                         |
| 159890 -           | 2004 TP15                | 9 ottobre 2004    | Spacewatch                     |
| 159891 -           | 2004 TD59                | 5 ottobre 2004    | Spacewatch                     |
| 159892 -           | 2004 TC66                | 5 ottobre 2004    | LONEOS                         |
| 159893 -           | 2004 TB77                | 7 ottobre 2004    | LINEAR                         |
| 159894 -           | 2004 TO77                | 7 ottobre 2004    | Spacewatch                     |
| 159895 -           | 2004 TA101               | 6 ottobre 2004    | Spacewatch                     |
| 159896 -           | 2004 TG119               | 6 ottobre 2004    | LINEAR                         |
| 159897 -           | 2004 TS130               | 7 ottobre 2004    | LINEAR                         |
| 159898 -           | 2004 TO216               | 12 ottobre 2004   | Spacewatch                     |
| 159899 -           | 2004 TB282               | 12 ottobre 2004   | Uppsala-DLR Asteroid Survey    |
| 159900 -           | 2004 TF283               | 7 ottobre 2004    | NEAT                           |

## 159901-160000
| Nome                  | Designazione provvisoria | Data di scoperta | Scopritore              |
| --------------------- | ------------------------ | ---------------- | ----------------------- |
| 159901 -              | 2004 TD345               | 15 ottobre 2004  | Mount Lemmon Survey     |
| 159902 Gladstone      | 2004 TY354               | 11 ottobre 2004  | Buie, M. W.             |
| 159903 -              | 2004 VS6                 | 3 novembre 2004  | Spacewatch              |
| 159904 -              | 2004 VC9                 | 3 novembre 2004  | LONEOS                  |
| 159905 -              | 2004 VK13                | 3 novembre 2004  | NEAT                    |
| 159906 -              | 2004 VH15                | 5 novembre 2004  | Dellinger, J., Lowe, A. |
| 159907 -              | 2004 VR16                | 3 novembre 2004  | LONEOS                  |
| 159908 -              | 2004 VO21                | 4 novembre 2004  | CSS                     |
| 159909 -              | 2004 VF23                | 5 novembre 2004  | CINEOS                  |
| 159910 -              | 2004 VZ37                | 4 novembre 2004  | Spacewatch              |
| 159911 -              | 2004 VN39                | 4 novembre 2004  | Spacewatch              |
| 159912 -              | 2004 VL50                | 4 novembre 2004  | Spacewatch              |
| 159913 -              | 2004 VY64                | 10 novembre 2004 | Spacewatch              |
| 159914 -              | 2004 VH70                | 4 novembre 2004  | LONEOS                  |
| 159915 -              | 2004 VA92                | 4 novembre 2004  | Spacewatch              |
| 159916 -              | 2004 WX2                 | 17 novembre 2004 | Siding Spring Survey    |
| 159917 -              | 2004 XA87                | 9 dicembre 2004  | LINEAR                  |
| 159918 -              | 2004 XD144               | 12 dicembre 2004 | LINEAR                  |
| 159919 -              | 2004 XU163               | 15 dicembre 2004 | LINEAR                  |
| 159920 -              | 2004 XM172               | 10 dicembre 2004 | LINEAR                  |
| 159921 -              | 2004 XE185               | 11 dicembre 2004 | Spacewatch              |
| 159922 -              | 2004 YS26                | 19 dicembre 2004 | Mount Lemmon Survey     |
| 159923 -              | 2004 YJ32                | 19 dicembre 2004 | Mount Lemmon Survey     |
| 159924 -              | 2004 YF36                | 16 dicembre 2004 | Spacewatch              |
| 159925 -              | 2005 AJ32                | 11 gennaio 2005  | LINEAR                  |
| 159926 -              | 2005 AT65                | 13 gennaio 2005  | Spacewatch              |
| 159927 -              | 2005 CL57                | 2 febbraio 2005  | LINEAR                  |
| 159928 -              | 2005 CV69                | 3 febbraio 2005  | NEAT                    |
| 159929 -              | 2005 UK                  | 22 ottobre 2005  | Spacewatch              |
| 159930 -              | 2005 UM41                | 25 ottobre 2005  | Mount Lemmon Survey     |
| 159931 -              | 2005 VY5                 | 11 novembre 2005 | LINEAR                  |
| 159932 -              | 2005 VD27                | 3 novembre 2005  | LINEAR                  |
| 159933 -              | 2005 VE103               | 2 novembre 2005  | LINEAR                  |
| 159934 -              | 2005 WZ6                 | 21 novembre 2005 | CSS                     |
| 159935 -              | 2005 WY59                | 26 novembre 2005 | CSS                     |
| 159936 -              | 2005 WH71                | 21 novembre 2005 | Spacewatch              |
| 159937 -              | 2005 WK97                | 26 novembre 2005 | Mount Lemmon Survey     |
| 159938 -              | 2005 WP100               | 29 novembre 2005 | LINEAR                  |
| 159939 -              | 2005 WT104               | 28 novembre 2005 | CSS                     |
| 159940 -              | 2005 WD116               | 30 novembre 2005 | LINEAR                  |
| 159941 -              | 2005 WV178               | 25 novembre 2005 | CSS                     |
| 159942 -              | 2005 WK185               | 29 novembre 2005 | NEAT                    |
| 159943 -              | 2005 XR13                | 1 dicembre 2005  | Spacewatch              |
| 159944 -              | 2005 XY16                | 1 dicembre 2005  | Spacewatch              |
| 159945 -              | 2005 XQ55                | 5 dicembre 2005  | Mount Lemmon Survey     |
| 159946 -              | 2005 YT48                | 22 dicembre 2005 | Spacewatch              |
| 159947 -              | 2005 YE56                | 21 dicembre 2005 | CSS                     |
| 159948 -              | 2005 YU66                | 25 dicembre 2005 | Spacewatch              |
| 159949 -              | 2005 YO82                | 24 dicembre 2005 | Spacewatch              |
| 159950 -              | 2005 YM89                | 26 dicembre 2005 | Mount Lemmon Survey     |
| 159951 -              | 2005 YB93                | 27 dicembre 2005 | Spacewatch              |
| 159952 -              | 2005 YK109               | 25 dicembre 2005 | Spacewatch              |
| 159953 -              | 2005 YW120               | 27 dicembre 2005 | Mount Lemmon Survey     |
| 159954 -              | 2005 YM131               | 25 dicembre 2005 | Mount Lemmon Survey     |
| 159955 -              | 2005 YO160               | 27 dicembre 2005 | LINEAR                  |
| 159956 -              | 2005 YL186               | 29 dicembre 2005 | CSS                     |
| 159957 -              | 2005 YC200               | 26 dicembre 2005 | Mount Lemmon Survey     |
| 159958 -              | 2005 YE269               | 25 dicembre 2005 | Mount Lemmon Survey     |
| 159959 -              | 2006 AZ10                | 4 gennaio 2006   | CSS                     |
| 159960 -              | 2006 AD14                | 5 gennaio 2006   | Mount Lemmon Survey     |
| 159961 -              | 2006 AL74                | 5 gennaio 2006   | LONEOS                  |
| 159962 -              | 2006 AL93                | 7 gennaio 2006   | Mount Lemmon Survey     |
| 159963 -              | 2006 AR93                | 7 gennaio 2006   | Mount Lemmon Survey     |
| 159964 -              | 2006 BD11                | 20 gennaio 2006  | Spacewatch              |
| 159965 -              | 2006 BT12                | 21 gennaio 2006  | Mount Lemmon Survey     |
| 159966 -              | 2006 BJ26                | 22 gennaio 2006  | LONEOS                  |
| 159967 -              | 2006 BZ32                | 21 gennaio 2006  | Spacewatch              |
| 159968 -              | 2006 BQ44                | 23 gennaio 2006  | Mount Lemmon Survey     |
| 159969 -              | 2006 BJ62                | 22 gennaio 2006  | CSS                     |
| 159970 -              | 2006 BJ63                | 22 gennaio 2006  | Mount Lemmon Survey     |
| 159971 -              | 2006 BE83                | 24 gennaio 2006  | LINEAR                  |
| 159972 -              | 2006 BS92                | 26 gennaio 2006  | Mount Lemmon Survey     |
| 159973 -              | 2006 BN95                | 26 gennaio 2006  | Spacewatch              |
| 159974 Badacsony      | 2006 BD141               | 24 gennaio 2006  | Sárneczky, K.           |
| 159975 -              | 2006 BP148               | 22 gennaio 2006  | CSS                     |
| 159976 -              | 2006 BC154               | 25 gennaio 2006  | Spacewatch              |
| 159977 -              | 2006 BK164               | 26 gennaio 2006  | Mount Lemmon Survey     |
| 159978 -              | 2006 BY164               | 26 gennaio 2006  | Spacewatch              |
| 159979 -              | 2006 BY174               | 27 gennaio 2006  | Spacewatch              |
| 159980 -              | 2006 BP179               | 27 gennaio 2006  | Mount Lemmon Survey     |
| 159981 -              | 2006 BZ202               | 31 gennaio 2006  | Spacewatch              |
| 159982 -              | 2006 BW207               | 31 gennaio 2006  | CSS                     |
| 159983 -              | 2006 BE241               | 31 gennaio 2006  | Spacewatch              |
| 159984 -              | 2006 CR4                 | 1 febbraio 2006  | Spacewatch              |
| 159985 -              | 2006 CA32                | 2 febbraio 2006  | Spacewatch              |
| 159986 -              | 2006 CW51                | 4 febbraio 2006  | Spacewatch              |
| 159987 -              | 2006 CT56                | 4 febbraio 2006  | Mount Lemmon Survey     |
| 159988 -              | 2006 DJ5                 | 20 febbraio 2006 | CSS                     |
| 159989 -              | 2006 DT36                | 20 febbraio 2006 | Spacewatch              |
| 159990 -              | 2006 DY38                | 21 febbraio 2006 | CSS                     |
| 159991 -              | 2006 DP50                | 22 febbraio 2006 | CSS                     |
| 159992 -              | 2006 DB114               | 27 febbraio 2006 | CSS                     |
| 159993 -              | 2006 DX114               | 27 febbraio 2006 | Spacewatch              |
| 159994 -              | 2006 DJ140               | 25 febbraio 2006 | Spacewatch              |
| 159995 -              | 2006 DD172               | 27 febbraio 2006 | Spacewatch              |
| 159996 -              | 2006 DN204               | 25 febbraio 2006 | LONEOS                  |
| 159997 -              | 2006 DU211               | 24 febbraio 2006 | Spacewatch              |
| 159998 -              | 2006 EA18                | 2 marzo 2006     | Mount Lemmon Survey     |
| 159999 Michaelgriffin | 2006 EZ67                | 2 marzo 2006     | Buie, M. W.             |
| 160000 Lemmon         | 2006 GN18                | 2 aprile 2006    | Mount Lemmon Survey     |